# Contea di Kimball
La contea di Kimball (in inglese Kimball County) è una contea dello Stato del Nebraska, negli Stati Uniti. La popolazione al censimento del 2000 era di 4 089 abitanti. Il capoluogo di contea è Kimball.